# Тобіас Крістенсен
Тобіас Крістенсен (норв. Tobias Christensen, нар. 11 травня 2000, Крістіансанн) — норвезький футболіст, півзахисник клубу «Рапід» (Бухарест).

## Клубна кар'єра
Народився 11 травня 2000 року в місті Крістіансанн. Вихованець футбольної школи клубу «Вігор», у 2015 році дебютував з основною командою у четвертому за рівнем дивізіоні Норвегії. У тому ж році Тобіас перейшов в «Старт» (Крістіансанн), де на початку став грати за молодіжну команду. 
2 квітня 2017 року в матчі проти «Фредрикстада» він дебютував у другому за рівнем дивізіоні країни. За підсумками першого ж сезону допоміг команді вийти в елітний дивізіон, але провівши там лише один рік «Старт» знову понизився у класі.

## Виступи за збірні
2018 року дебютував у складі юнацької збірної Норвегії, взяв участь у 9 іграх на юнацькому рівні, відзначившись одним забитим голом. З командою до 19 років зайняв п'яте місце юнацького чемпіонату Європи 2018 року.
2019 року з командою до 20 років поїхав на молодіжний чемпіонат світу.

## Титули і досягнення
- Чемпіон Норвегії (1):

«Молде»:  2019